# 욧카이치 시립 박물관
욧카이치 시립 박물관(四日市市立博物館 욧카이치 시리쓰 하쿠부쓰칸[*], 영어: Yokkaichi Municipal Museum)은 일본 미에현 욧카이치시에 있는 시립 박물관이다. 욧카이치시의 역사에 관한 전시를 하고 있으며, 천체투영관을 병설하고 있다.